# Moosbachaue
Das Naturschutzgebiet Moosbachaue liegt auf dem Gebiet der Gemeinde Mehlmeisel im Landkreis Bayreuth in Oberfranken.
Das 11,7 ha große Gebiet mit der Nr. NSG-00279.01, das im Jahr 1986 unter Naturschutz gestellt wurde, erstreckt sich südlich des Kernortes Fichtelberg entlang des Moosbaches, eines rechten Zuflusses der Fichtelnaab. Diese fließt östlich.
Bei dem Naturschutzgebiet handelt sich um ein Feuchtgebiet mit dem einzigen fossilen Pingo, einer eiszeitlich entstandene Geländehohlform, in Nordbayern. 